# مات مک‌دونالد
مات مک‌دونالد (انگلیسی: Mott MacDonald) شرکت خدمات مهندسی بریتانیایی است، که در زمینه طراحی، مهندسی عمران و معماری، مدیریت پروژه و مشاور مدیریت فعالیت می‌نماید.
شرکت مات مک‌دونالد در سال ۱۹۸۹ از ادغام شرکت مات، های اند اندرسن (تأسیس ۱۹۰۲) و شرکت سر ام. مک‌دونالد اند پارتنرز (تأسیس ۱۹۲۷) راه‌اندازی شد. دفتر مرکزی این شرکت در شهر لندن قرار دارد.